# TimeShift
TimeShift (укр. Зсув часу) — відеогра жанру шутера від першої особи, розроблена компанією Saber Interactive для платформ PC, Xbox 360 і PlayStation 3 і видана в 2007 році.

## Ігровий процес

Гравець використовує сповільнення часу, щоб застати ворогів зненацька

### Основи
Гравець керує бійцем, котрий знищує ворогів шляхом стрілянини і вирішує головоломки для просування сюжетом. Особливістю гри є можливість керувати перебігом часу при тому як переміщення в часі відбуваються тільки за сюжетом. Гравець може уповільнювати плин часу, зупиняти та інвертувати його. Ці можливості дають перевагу в боях і дозволяють вирішувати головоломки. В деяких ситуаціях доступна тільки одна опція, що пояснюється попередженням створення часових парадоксів. Для маніпуляцій часом використовується енергія, рівень якої показується заповненням шкали. В звичайному режимі шкала швидко сама поповнюється. Персонаж має запас здоров'я, що сам відновлюється, коли не зазнається поранень. З допомогою радара на екрані можливо дізнатися розташування ворогів, союзників і цілей завдання.

### Керування часом
Зміна плину часу по-різному впливає на об'єкти і дає різні можливості:
- Уповільнення часу — рух усіх об'єктів, куль, і людей уповільнюється, за рахунок чого герой може ухилятися від атак і швидко переміщуватися. Енергія костюма витрачається повільно.
- Зупинка часу — всі об'єкти, снаряди і вороги застигають. Дозволяє забрати зброю прямо з рук ворога, ходити по воді, проходити крізь вогонь, і уникати електричних розрядів. Енергія витрачається швидко.
- Інверсія часу — всі об'єкти, кулі і вороги рухаються в зворотному порядку, поки не закінчиться енергія. Дозволяє уникати гранат-липучок та вирішувати деякі головоломки. При використанні інверсії неможливо впливати на об'єкти, тому що це може призвести до парадоксу. Енергія витрачається швидко.

## Сюжет
Події гри починаються в недалекому майбутньому, коли вчені створили костюм для подорожей в часі, Альфа-костюм. Носій костюма, Ейден Крон, скористався переміщенням в часі, щоб змінити історію і захопити владу над всім світом. Головний герой гри отримує в своє розпорядження Бета-костюм (аналог Альфа-костюма, але призначений для військових цілей) і вирушає в минуле з метою виправити дії Крона. Але лабораторія під час переміщення вибухнула, підірвана закладеною Кроном бомбою, і герой потрапив у той час, коли Крон вже майже захопив світ — в альтернативний 1939 рік.
Герой отямлюється в сховку повстанців, які борються проти Крона, але напад крокуючої бойової машини змушує його самотужки шукати лиходія. Через ворожий постріл комп'ютер автоматично переносить Бета-костюм з його носієм в часі за невідомими координатами і викидає його в ще ранішому минулому, коли повстання тільки набирало обороти.
Герой приєднується до боротьби, допомагає повстанцям штурмувати адміністративну будівлю і оборонятися. Пройшовши через покинуте метро, він пробирається до бази військ Крона, де знищує її охоронців. Коли герой виходить в місті, він дізнається про прибуття дирижабля повстанців, на який готується засідка. Він зламує оборону, чим рятує дирижабль, а екіпаж бере героя на борт. Коли повстанці намагалися підключити Бета-костюм до своїх систем, це відкриває доступ до комп'ютерної мережі Крона. З одержаної інформації стає ясно про місцезнаходження полонених зі збитого іншого дирижабля в концтаборах. Тільки-но капітан задається питанням хто ж такий герой гравця, як дирижабль потрапляє в поле повітряних мін.
Кілька повстанців рятуються на планері, та місце посадки швидко виявляють вороги. Герой знаходить квадроцикл і проривається через блокпости в горах до місця падіння дирижабля, очепленого військами Крона. Врешті він спускається в тунель, в якому стикається з солдатами, оснащеними примітивними часовими костюмами. Крізь тунелі він пробирається до в'язниці, звідки звільняє полонених. Лідер повстанців дає завдання вирушати на південь, до решти повстанців.
Герой знову їде на квадроциклі, знищуючи блокпости. Коли він доїжджає до повстанців, котрі збираються штурмувати військовий завод, на них починається облава. Завдяки своєму костюму герой вривається на завод і тікає звідти на літаку перед влаштованим вибухом.
Пізніше йому вдається з'єднатися з групою повстанців, котрі забирають героя на дирижабль і летять штурмувати штаб Крона. В кінцевому підсумку герой опиняється в місті в той самий момент, що й на початку. Тепер він знищує крокуючу машину Крона, а сам Крон випадає на майдан. Герой забирає деталь Альфа-костюма, щоб полагодити свій та стрибає в часі у момент вибуху бомби в лабораторії. Однак, деактивація бомби викликає парадокс, про що повідомляє комп'ютер костюма і відправляє його носія кудись в інший час.

## Розробка
Початково гра мала бути видана Atari, але права перейшли до Sierra 20 квітня 2006. 31 серпня 2006 TimeShift було відкладено. Через кількаразові наступні перенесення, в пресі поширилися думки про те, що проєкт відмінений. Проте 10 квітня 2007, Vivendi Games повідомила, що TimeShift зазнала переробки і виправлення численних баґів.
Грабельна версія початкової гри стала доступна для ПК та Xbox 360 ще в травні 2006. Однією з головних відмінностей переробленої гри стала зміна протагоніста, Майкла Свіфта, на безіменного героя, котрого представляв його костюм. Saber повідомили, що ця зміна була покликана асоціювати гравця з протагоністом гри. Врешті TimeShift було анонсовано для Windows та Xbox 360, але на 2007 SCEA Gamer's Day відбувся анонс і на PlayStation 3.
Однокористувацька демо-версія вийшла для Windows 11 жовтня 2007. Це демо надавало один рівень і чотири види зброї з повної гри. Для Xbox 360 воно поширювалося в Xbox Live. Демо-версія для PlayStation 3 вийшла 1 листопада 2007.
На обкладинці диску можна побачити оригінальне написання назви: T[mesh]ft. У квадратних дужках написано слово mesh (петля).

## Оцінки і відгуки
| Агрегатор  | Оцінка |
| ---------- | ------ |
| Metacritic | [ 7 ]  |

| Видання      | Оцінка   |
| ------------ | -------- |
| 1Up.com      | 5/10     |
| GamePro      | 3.75/5.0 |
| GameSpot     | 6.5/10   |
| GameTrailers | 8.2/10   |
| IGN          | 7.6/10   |

Гра отримала змішані відгуки, набравши 71 бал зі 100 на агрегаторі Metacritic. З одного боку зазначалася вторинність використаних ідей, з іншого — оригінальний ігровий процес з керуванням часом.
Так в рецензії від ЛКИ було сказано: «Спочатку TimeShift лякає: надто багато „цитат“ з інших ігор, а основна ідея з відмотуванням часу — не більш ніж вдалий рекламний хід. Але чим більше ви граєте, тим сильніше захоплює гра».
Gamespot поставили грі оцінку в 6.5/10, підсумувавши свою рецензію наступним чином: «Безглуздо, що TimeShift мала такий довгий цикл розробки, тому що гра дійсно могла отримати користь з більшого часу розвитку. Якщо історія була б конкретизованішою і розробники прийняли рішення випробувати гравців жорсткішими головоломками і завданнями місій, це була б дуже добра, якщо не відмінна гра. Замість того, це просто ще один банальний шутер від першої особи з цікавим трюком».